# Flying (album)
UFO 2: Flying – drugi album studyjny angielskiego progresywnego zespołu rockowego UFO, wydany w październiku 1971 roku. Jest to ostatnia płyta zespołu z gitarzystą Mickiem Boltonem, który opuścił UFO w lutym 1972 r., i ostatnia należąca do gatunku space rock. Podobnie jak debiutancki album zespołu, płyta pozostała niezauważona w Wielkiej Brytanii, ale cieszyła się powodzeniem we Francji, Niemczech, a zwłaszcza w Japonii. Wykonania piosenek „Prince Kajuku” i „The Coming of Prince Kajuku” podczas występu w Tokio trafiły na pierwszy album koncertowy zespołu Live. Album został ponownie wydany na kompilacji Flying, The Early Years, wraz z wszystkimi innymi utworami nagranymi przed dojściem Schenkera do zespołu.

## Tytuł albumu
Różne wydania albumu miały nieco inne nazwy. Wersja brytyjska nosiła tytuł Flying – UFO II Space Rock, w Niemczech płyta została wydana pod nazwą UFO 2: Flying – One Hour of Space Rock. Kolejne edycje ukazały się pod tą samą nazwą lub w krótszej wersji – Flying.

## O albumie
Natychmiast po wydaniu debiutanckiego albumu muzycy wrócili do studia, aby rozpocząć pracę nad nową płytą pod roboczym tytułem Star Storm (ostatecznie jedna z piosenek na albumie otrzymała tę nazwę). W tym czasie grupa rozwinęła już swój styl muzyczny i zaczęła preferować dłuższe kompozycje w porównaniu z poprzednim albumem, który składał się z krótszych utworów. Według wokalisty Phila Mogga, muzycy chcieli w równym stopniu doskonalić melodie, teksty i rytm. Pod względem muzycznym płyta jest bliższa psychodelii i space rockowi niż poprzednie dzieło zespołu, ale na albumie są też elementy hardrockowe.
Utwór otwierający album, „Silver Bird”, zaczyna się od łagodnego wstępu na gitarę, a następnie staje się „pełnym wyrazem cudu lotu”. Tekst piosenki opowiada historię prymitywnego wyspiarza, który widzi samolot na niebie. Potem następuje długi utwór „Star Storm” przepełniony efektami dźwiękowymi, które Bolton stworzył za pomocą swojej gitary. Pierwszą stronę kończy utwór „Prince Kajuku”, hardrockowa piosenka, bardziej od reszty albumu podobna do tego, co zespół nagra na kolejnych albumach. Druga strona płyty rozpoczyna się krótkim, instrumentalnym utworem „The Coming of Prince Kajuku”. Album kończy się 26-minutowym utworem „Flying”, który w czasie wydania albumu był jednym z najdłuższych nagranych utworów rockowych i jest zdecydowanie najdłuższy ze wszystkich, jakie kiedykolwiek grupa nagrała. Na końcu utworu znajduje się przewijany od tyłu zapis ostatnich wersów ballady Rudyarda Kiplinga „Gunga Din”:
„Tho’ I’ve belted you an’ flayed you,
By the livin’ God that made you,
You’re a better man than I am, Gunga Din!”
Następnie następuje wers w zwolnionym tempie: „Yes we know, it’s all been done before… before… before…”. Podobnie jak poprzedni album grupy, płyta pozostała prawie niezauważona w ojczyźnie muzyków, Wielkiej Brytanii, jednak była popularna w Japonii, Francji i Niemczech, a singiel „Prince Kajuku” osiągnął 26. pozycję na niemieckiej liście przebojów.

## Występy w Japonii
Muzycy przybyli do Japonii 18 września 1971 roku i zagrali tam trzy koncerty promujące album: 21 września w kubie Mugen w Sapporo, 23 września w arenie Osaka Prefectural Gymnasium w Osace i 25 września w Parku Hibiya w Tokio. Za organizację występów odpowiedzialna była firma Toshiba Records, która wydała na to około 10 tysięcy funtów. UFO w tym czasie cieszyło się znaczną popularnością wśród Japończyków: około 10 tysięcy fanów wzięło udział w występie w Osace, a 23 tysiące przybyło na koncert w Tokio. Mick Bolton tak skomentował te wystąpienia:

Japońska publiczność jest świetna. Akceptują wszystko, co jest zrobione dobrze. Nie powiedziano im, że modne jest kochać lub nie kochać.

Na koncertach grupa wykonała piosenki „Prince Kajuku”, „The Coming of Prince Kajuku”, „Loving Cup”, „Silver Bird”, „C’mon Everybody”, „Boogie for George”, „Follow You Home” oraz „Who Do You Love.” Koncert w Tokio został nagrany i wydany wkrótce na albumie koncertowym Live.

## Recenzje
Richard Foss, krytyk muzyczny z serwisu AllMusic, ocenił album na 3 gwiazdki na 5. Utwór otwierający „Silver Bird”, jego zdaniem, jest prawdopodobnie najlepszą piosenką z pierwszych dwóch albumów zespołu. Według Fossa, w „Star Storm” Mick Bolton czasami używa gitary jako efektu dźwiękowego, a nie rytmu lub melodii, ale jeśli jest się cierpliwym, słuchanie może być przyjemne, a nawet pochłaniające. Foss twierdzi, że gdyby Bolton pozostał w UFO, zespół nigdy nie osiągnąłby popularności, którą miał później, ale interesujące byłoby to, jaką muzykę wtedy mógłby stworzyć.
Neil Daniels, autor biografii High Stakes & Dangerous Men: The UFO Story, uważa, że jest to słaby album. Według niego „z perspektywy czasu jest oczywiste, że muzycy próbowali znaleźć swój własny styl”. Daniels, opisując utwór „Star Storm”, stwierdza, że jest to rodzaj „testu wytrzymałości słuchacza”, ale jednocześnie zwraca uwagę na grę Boltona i stwierdza, że jest on niedoceniany jako gitarzysta. Jego zdaniem „Flying” zawiera interesujące sekwencje akordów, ale nie jest to typ piosenki, w którym UFO przodują.

## Lista utworów
Autorzy wszystkich utworów to Phil Mogg, Mick Bolton, Pete Way i Andy Parker.
| Strona pierwsza | Strona pierwsza               | Strona pierwsza |
| Nr              | Tytuł                         | Długość         |
| --------------- | ----------------------------- | --------------- |
| 1.              | „Silver Bird”                 | 6:54            |
| 2.              | „Star Storm”                  | 18:54           |
| 2.              | „Prince Kajuku”               | 3:56            |
| Strona druga    |                               |                 |
| Nr              | Tytuł                         | Długość         |
| 1.              | „The Coming of Prince Kajuku” | 3:43            |
| 2.              | „Flying”                      | 26:30           |

## Twórcy
UFO
- Phil Mogg – wokal
- Mick Bolton – gitara
- Pete Way – bas
- Andy Parker – perkusja

Produkcja
- UFO – producent
- Milton Samuel – producent wykonawczy
- Gunter Blume – projekt okładki

## Pozycje singli na listach przebojów
| Rok  | Kraj   | Tytuł           | Lista                | Pozycja |
| ---- | ------ | --------------- | -------------------- | ------- |
| 1971 | Niemcy | „Prince Kajuku” | Media Control Charts | 26      |